# 世襲足媛
世襲足媛（よそたらしひめ）は、欠史八代、孝昭天皇の皇后。孝安天皇と天足彦国押人命の生母。

## 概要
『古事記』では尾張連の祖・奥津余曾の妹である余曾多本毘売命（よそたもとびめのみこと）、『日本書紀』本文では尾張連の祖・瀛津世襲の妹である世襲足媛と表記される。
なお孝昭天皇の皇后として『日本書紀』第1の一書では磯城県主葉江の娘である渟名城津媛、第2の一書では倭國豊秋狭太媛の娘である大井媛となっている。

天皇略系図（初代 - 第10代）

## 関連史料
- 坂本太郎・平野邦雄『日本古代人名辭典』（吉川弘文館）
- 『天皇家系譜総覧』（新人物往来社）